# 亚历克斯·崔贝克

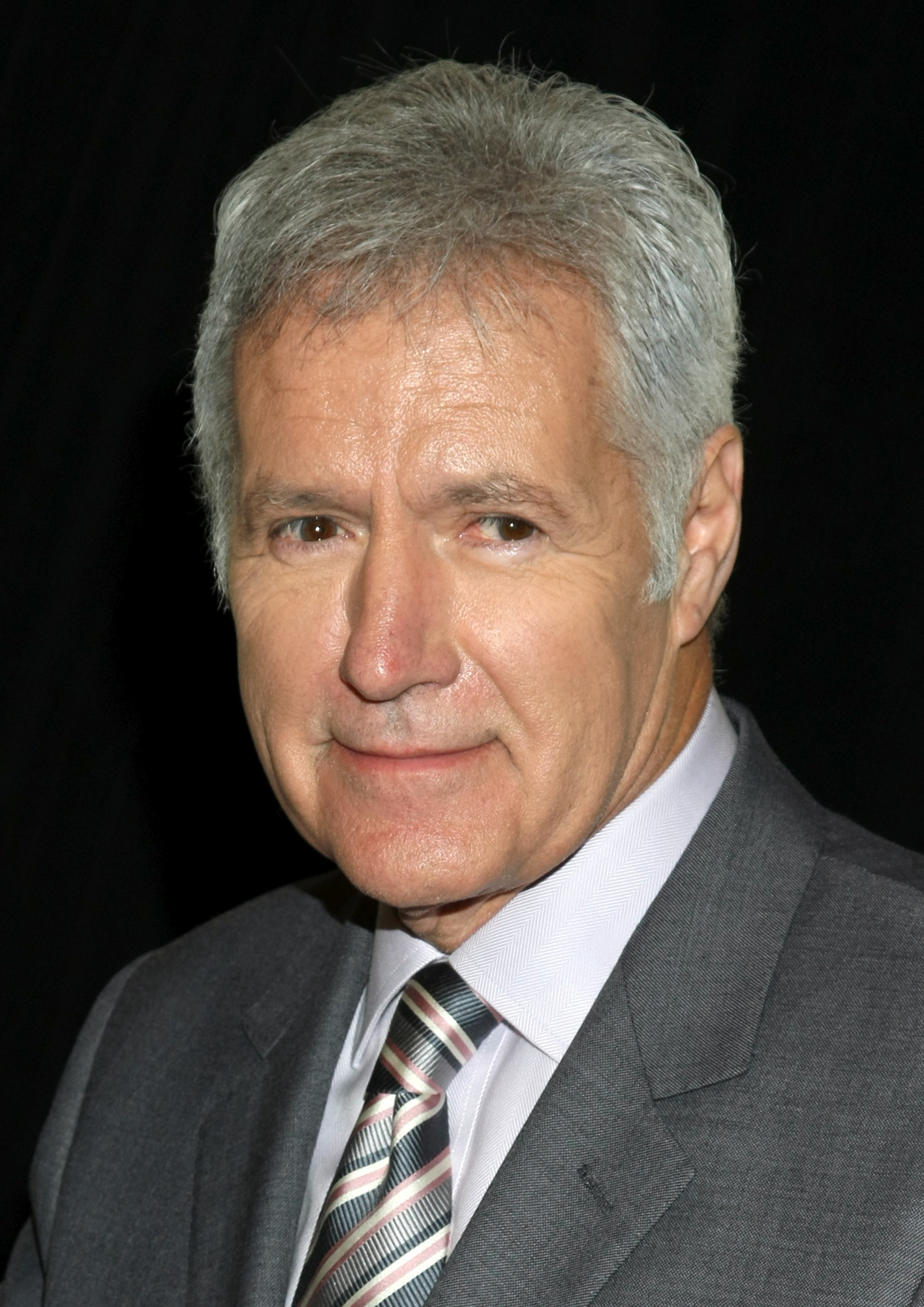
亚历克斯·崔贝克

亚历克斯·崔贝克 （ 1940年7月22日 - 2020年11月8日）是加拿大和美国的游戏节目主持人和电视名人。他生于加拿大，于1998年加入美国国籍。 他曾於184年至2020年間主持危险边缘。他憑藉危险边缘八次获日间时段艾美奖杰出游戏节目主持人奖。 他還出演了多部电影和电视剧。他最終因胰腺癌去世。